# 칼키단 게자헤그네
칼키단 게자헤그네 베프카두(아랍어: كالكيدان جيزاهيجن, 암하라어: ቃልኪዳን  ገዛኸኝ በፍቃዱ, 1991년 5월 8일~)는 에티오피아 출신 바레인의 육상 선수로 주 종목은 중거리와 장거리이다. 2020년 하계 올림픽에 바레인 국가대표로 참가하여 여자 10000m 종목에서 은메달을 획득했다.